# Savage (videoalbum)
Savage är ett videoalbum av Eurythmics, utgivet i november 1988. Albumet släpptes på VHS och Laserdisc.

## Musikvideor
1. "Beethoven (I Love to Listen To)"
2. "I Need a Man"
3. "Heaven"
4. "Shame"
5. "Wide-Eyed Girl"
6. "Do You Want to Break Up?"
7. "I've Got a Lover (Back in Japan)"
8. "Put the Blame on Me"
9. "Savage"
10. "You Have Placed a Chill in My Heart"
11. "I Need You"
12. "Brand New Day"